# Mourad Okbi
Mourad Okbi (ar. مراد العقبي; ur. 1 września 1965 w Kairuanie) – tunezyjski piłkarz grający na pozycji obrońcy. W swojej karierze rozegrał 45 meczów i strzelił 3 gole w reprezentacji Tunezji.

## Kariera klubowa
W swojej karierze piłkarskiej Okbi grał w klubach JS Kairouan i saudyjskim Al-Ahli Dżudda.

## Kariera reprezentacyjna
W reprezentacji Tunezji Okbi zadebiutował 13 listopada 1987 w wygranym 1:0 meczu kwalifikacji do Igrzysk Olimpijskich 1988 z Egiptem, rozegranym w Kairze. W 1994 roku został powołany do kadry na Puchar Narodów Afryki 1994. Na tym turnieju rozegrał dwa mecze grupowe: z Mali (0:2) i z Zairem (1:1). Od 1987 do 1995 roku rozegrał w kadrze narodowej 45 meczów i strzelił 3 gole.